# Lijst van presidenten van Egypte
Hieronder volgt een lijst van presidenten van Egypte.

## Lijst van presidenten van Egypte (1953-heden)

### Republiek van Egypte (1953-1958)
| President          | President                                      | Ambtstermijn | Ambtstermijn     | Partij                                | Opmerking  |
| ------------------ | ---------------------------------------------- | ------------ | ---------------- | ------------------------------------- | ---------- |
| Mohammed Naguib    | Mohammed Naguib (1901-1984) محمد نجيب          | 18 juni 1953 | 14 november 1954 | militair (generaal-majoor) partijloos | Afgetreden |
| Gamal Abdel Nasser | Gamal Abdel Nasser (1918-1970) جمال عبد الناصر | 23 juni 1956 | 22 februari 1958 | militair (kolonel) Nationale Unie     |            |

### Verenigde Arabische Republiek(1958-1971)
| President          | President                                      | Ambtstermijn     | Ambtstermijn      | Partij                                            | Opmerking                                        |
| ------------------ | ---------------------------------------------- | ---------------- | ----------------- | ------------------------------------------------- | ------------------------------------------------ |
| Gamal Abdel Nasser | Gamal Abdel Nasser (1918-1970) جمال عبد الناصر | 22 februari 1958 | 28 september 1970 | militair (kolonel) NU (1957-1962) ASU (1962-1970) | Overleden tijdens zijn ambtstermijn (hartaanval) |
| Anwar al-Sadat     | Anwar al-Sadat (1918-1981) أنور السادات        | 5 oktober 1970   | 2 september 1971  | ASU                                               |                                                  |

## Presidenten van deArabische Republiek Egypte(1971–heden)
| Nr.   | President van Egypte                         | President van Egypte      | President van Egypte                             | Ambtstermijn     | Ambtstermijn     | Partij(en)                              | Verkiezing(en) |
| ----- | -------------------------------------------- | ------------------------- | ------------------------------------------------ | ---------------- | ---------------- | --------------------------------------- | -------------- |
| 3     |                                              | Anwar Sadat               | Anwar Sadat (1918–1981)                          | 2 september 1971 | 6 oktober 1981   | Arabische Socialistische Unie (1971–78) | 1976           |
| 3     | Nationaal- Democratische Partij (vanaf 1978) | Anwar Sadat               | Anwar Sadat (1918–1981)                          | 2 september 1971 | 6 oktober 1981   |                                         | 1976           |
| [ 4 ] |                                              | Soufi Abou Taleb          | Soufi Abou Taleb (1925–2008)                     | 6 oktober 1981   | 14 oktober 1981  | Nationaal- Democratische Partij         | 1976           |
| 4     |                                              | Hosni Moebarak            | Hosni Moebarak (1928–2020)                       | 14 oktober 1981  | 11 februari 2011 | Nationaal- Democratische Partij         | 1981           |
| 4     | 1987                                         | Hosni Moebarak            | Hosni Moebarak (1928–2020)                       | 14 oktober 1981  | 11 februari 2011 | Nationaal- Democratische Partij         |                |
| 4     | 1993                                         | Hosni Moebarak            | Hosni Moebarak (1928–2020)                       | 14 oktober 1981  | 11 februari 2011 | Nationaal- Democratische Partij         |                |
| 4     | 1999                                         | Hosni Moebarak            | Hosni Moebarak (1928–2020)                       | 14 oktober 1981  | 11 februari 2011 | Nationaal- Democratische Partij         |                |
| 4     | 2005                                         | Hosni Moebarak            | Hosni Moebarak (1928–2020)                       | 14 oktober 1981  | 11 februari 2011 | Nationaal- Democratische Partij         |                |
| [ 6 ] |                                              | Mohammed Hoessein Tantawi | Maarschalk Mohammed Hoessein Tantawi (1935–2021) | 11 februari 2011 | 30 juni 2012     | Onafhankelijk                           |                |
| 5     |                                              | Mohamed Morsi             | Mohamed Morsi (1951–2019)                        | 30 juni 2012     | 3 juli 2013      | Moslimbroederschap                      | 2012           |
| [ 9 ] |                                              | Adly Mansour              | Adly Mansour (1945)                              | 3 juli 2013      | 8 juni 2014      | Onafhankelijk                           | 2012           |
| 6     |                                              | Abdel Fatah al-Sisi       | Abdel Fatah al-Sisi (1954)                       | 8 juni 2014      | heden            | Onafhankelijk                           | 2014           |
| 6     | 2018                                         | Abdel Fatah al-Sisi       | Abdel Fatah al-Sisi (1954)                       | 8 juni 2014      | heden            | Onafhankelijk                           |                |
| 6     | 2023                                         | Abdel Fatah al-Sisi       | Abdel Fatah al-Sisi (1954)                       | 8 juni 2014      | heden            | Onafhankelijk                           |                |